# Cyrano (film)
A Cyrano 2021-ben bemutatott brit-amerikai zenés romantikus-filmdráma, melynek rendezője Joe Wright, forgatókönyvírója Erica Schmidt. A film Edmond Rostand Cyrano de Bergerac című drámáján alapul. A főszerepben Peter Dinklage, Haley Bennett, Kelvin Harrison Jr., Bashir Salahuddin és Ben Mendelsohn látható.
A film világpremierje a 48. Telluride Filmfesztiválon volt 2021. szeptember 2-án, és december 17-én egy hétig futott a Los Angeles-i mozikban, majd 2022. január 28-án a United Artists Releasing fogja bemutatni korlátozott számban az Amerikai Egyesült Államokban. A filmet a 79. Golden Globe-díjra jelölték a legjobb film - musical vagy vígjáték és a legjobb filmszínész - musical vagy vígjáték (Dinklage) kategóriában.

## Cselekmény
A feszélyezett Cyrano de Bergerac túlságosan öntudatos ahhoz, hogy maga udvaroljon Roxanne-nak, ezért a fiatal Christian szerelmes levelekkel segít elnyerni a lány szívét.

## Szereplők
| Szerep             | Színész             | Magyar hang         |
| ------------------ | ------------------- | ------------------- |
| Cyrano de Bergerac | Peter Dinklage      | Széles Tamás        |
| Roxanne            | Haley Bennett       | Ligeti Kovács Judit |
| Christian          | Kelvin Harrison Jr. | Czető Roland        |
| De Guiche          | Ben Mendelsohn      | Lux Ádám            |
| Le Bret            | Bashir Salahuddin   | Barabás Kiss Zoltán |
| Marthe anya        | Ruth Sheen          | Menszátor Magdolna  |
| Ragueneau          | Peter Wight         | Törköly Levente     |

### Magyar változat
- Magyar szöveg: Fülöp Áron
- Hangmérnök: Bederna László
- Vágó: Pilipár Éva
- Gyártásvezető: Vigvári Ágnes
- Szinkronrendező: Orosz Ildikó
- Produkciós vezető: Jávor Barbara

A szinkront a Direct Dub Studios készítette el.

## A film készítése
2020 augusztusában bejelentették, hogy a Metro-Goldwyn-Mayer megvásárolta a Cyrano című színpadi musical alapján készült film jogait, amelyet Erica Schmidt írt. A film producere a Working Title Films lett, a rendezést pedig Joe Wright vállalta. Peter Dinklage és Haley Bennett lettek a főszereplők, Ben Mendelsohn és Brian Tyree Henry pedig szerepet kapott a filmben. Kelvin Harrison Jr. 2020 szeptemberében csatlakozott a stábhoz. Bashir Salahuddin később csatlakozott a szereplőkhöz Henry helyett. A film zenéjét a National tagjai írták, akik a színpadi musical zenéjét és szövegét is írták.
A forgatás 2020 októberében kezdődött Szicíliában, az olaszországi COVID-19 világjárvány idején.

## Megjelenés
A film világpremierje a Telluride Filmfesztiválon volt 2021. szeptember 2-án. A fesztivál-bemutató végére Hamptonsban, Mill Valleyben, Rómában és Savannah-ban is bemutatták a filmet.
A film eredetileg 2021. december 25-én került volna korlátozott számban az Egyesült Államok mozijaiba, de a megjelenési dátumot későbbre, december 31-re tették át. 2021 novemberében a United Artists Releasing megváltoztatta a film bemutatási terveit, hogy jobban tudjon helytállni az Oscar-díjra való jogosultság és a versenyben maradás érdekében.